# Dinosaur Jr.
I Dinosaur Jr. (Dinosaur fino al 1987) sono un gruppo musicale rock statunitense, formatosi ad Amherst (Massachusetts) nel 1984, fra i più rappresentativi della scena indie rock americana degli anni ottanta e novanta assieme a band come Sonic Youth, Pixies, Hüsker Dü e Minutemen.

## Storia
La band venne fondata con il nome Dinosaur nel 1983 dalle ceneri dei Deep Wound, un gruppo hardcore che era riuscita a pubblicare un solo 45 composto da J Mascis alla chitarra, Charlie Nakajima, un collega di college di J, alla voce, Lou Barlow al basso e Murph alla batteria. Mentre J Mascis frequentava la Boston dei primi anni '80, Lou restava negli ambiti locali tra Amherst e Westfield. A Boston J Mascis ascoltò molti gruppi con influenze Oi! tipo The Clash e simili. Dopo qualche mese in cui si alternarono vari musicisti nei Deep Wound suonando diversi strumenti, Murph fece il suo ingresso nella band. Il batterista racconta nel libro "Dinosaur Jr" che "J decise di voler creare una band country-punk. Io non amavo il country, come musica, ma, ammirando J, decisi di sostenere quel progetto di band". Da quel momento la band assunse la formazione definitiva con J alla chitarra, Lou al basso e Murph alla batteria.
Si fecero notare nel circuito indipendente per i loro concerti a volumi spropositati ("erano i volumi più assurdamente alti che io abbia mai ascoltato", disse Thurston Moore dei Sonic Youth) e per il loro muro di suono tanto possente quanto dinamico e capace di nascondere melodie accattivanti e trascinanti. Principale autore era J Mascis e il gruppo, con il nome di Dinosaur si esibì nel Massachusetts.
Barlow racconta, sempre nel libro autobiografico "Dinosaur Jr": "Amavo i Sonic Youth senza averli ascoltati, senza sapere cosa stessero facendo nell'82 e '83; decisi che erano i miei preferiti ancor prima di averli ascoltati. Per il nome che avevano scelto, perché stavano usando chitarre desintonizzate. Era tutto così meraviglioso. Quando presi l'album "Confusion Is Sex" del 1983, fu una delle prime volte in cui l'idea della musica incontrava il senso del suono".
Il primo album, Dinosaur, venne pubblicato nel 1985 per la Homestead Records e, nonostante uno stile acerbo, includeva già molte delle caratteristiche sviluppate poi nel successivo You're Living All Over Me (1987) venne pubblicato dalla SST Records e venne poi considerato uno dei capolavori di rock alternativo dell'epoca. La prima edizione dell'album venne pubblicata quando ancora il gruppo si chiamava "Dinosaur", prima cioè che un contenzioso legale li costringesse a modificare il nome in quello definitivo a causa dell'omonimia con un altro gruppo.
Secondo Thurston Moore "J fu il primo musicista americano a mischiare l'hardcore americano in un più vasto scenario musicale. Egli aggiunse influenze che provenivano dagli anni '60, dai Birthday Party e dalle band britanniche Oi!. J aveva un fratello maggiore che era nel campo della musica e lo introdusse alla conoscenza di gruppi quali: Gram Parsons, Buffalo Springfield e così via". L'album You're Living All Over Me, dona alla band una fama, seppur limitata all'ambito del loro genere musicale. Ma tutti e tre ripetutamente hanno riportato quanto lontano fossero dal mondo del business musicale.
Dopo la pubblicazione del terzo album, Bug (1988), a seguito di contrasti con Mascis, Lou Barlow decise di abbandonare il gruppo costituendo altri due gruppi, i Sebadoh e i The Folk Implosion. Esistono tre versioni dell'evento scatenante la separazione raccontati sempre nel citato libro biografico della band. Alla fine del tour per la promozione dell'album, la tensione salì e J Mascis decise di voler proseguire senza Barlow; Murph rimarrà con Mascis ancora qualche anno per poi abbandonare anche lui. In questo caso non riuscì a far ricucire lo strappo tra i due ma rivestì un ruolo fondamentale, un equilibratore, che poi consentirà la reunion del 2004. Nel 2004 i rapporti recuperati consentirono pure una breve parentesi revival Deep Wound. Per qualche concerto si riunì la band originale che comprendeva: J Mascis alla batteria, Lou Barlow alla chitarra, Scott Helland al basso e Charlie Nakajima come voce.

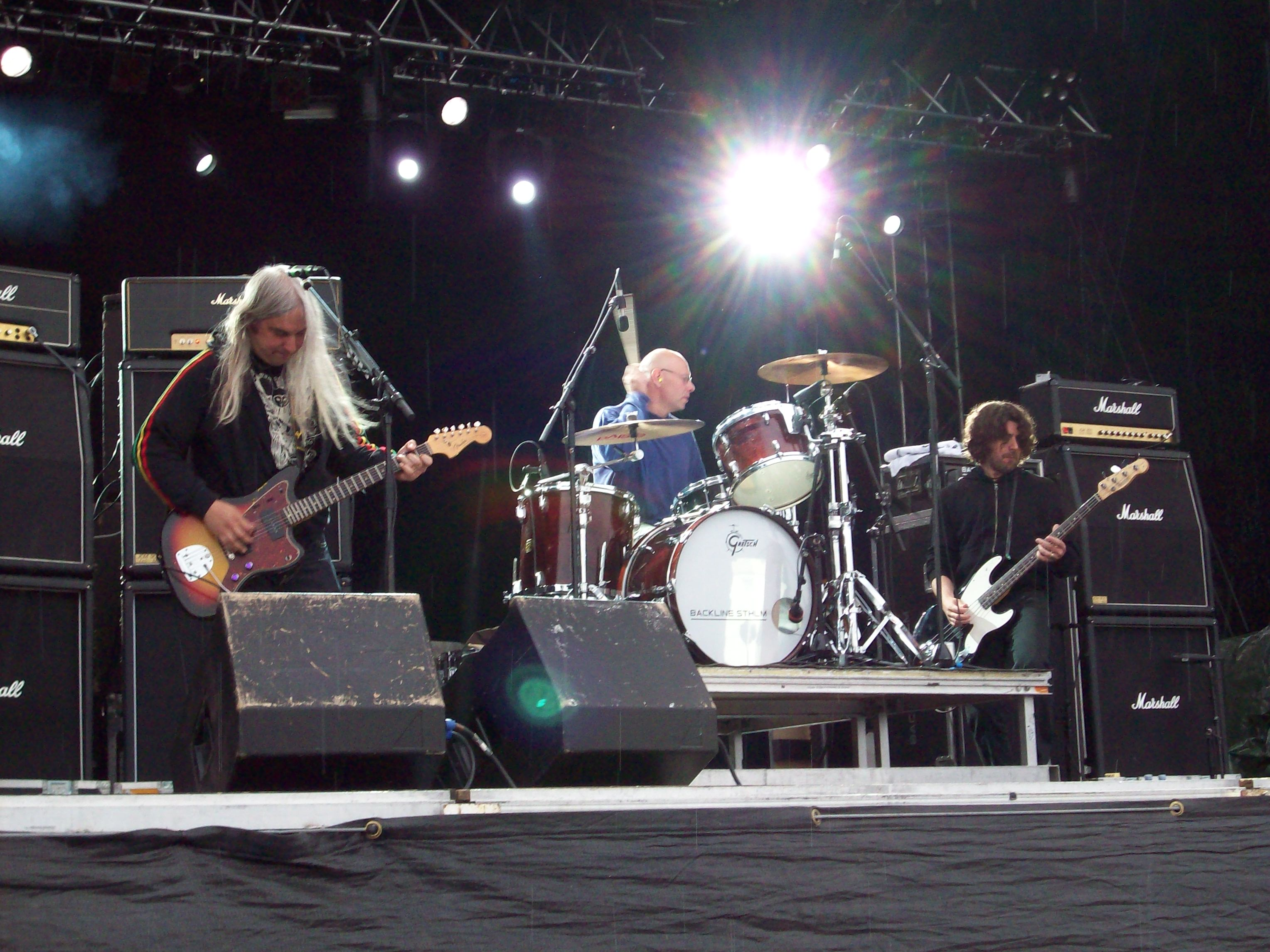
Dal vivo al festival WTAI di Stoccolma, Svezia, 2008

Negli anni novanta entrò un nuovo bassista, Mike Johnson. I dischi pubblicati in questo periodo fecero raggiungere al gruppo una certa notorietà e l'apprezzamento della critica: Green Mind (1991), uscito in piena esplosione grunge con la Sire Record, seguito due anni dopo da Where You Been (1993) e nel 1994 da Without a Sound. L'ultimo disco del decennio fu Hand It Over del 1997. In seguito, J Mascis sciolse quella che ormai era solo una band che supportava la sua ispirazione artistica, per continuare come solista. I suoi lavori non si distanziano molto dal sound del gruppo.
Nel 2005 si riunì la formazione storica per una tournée mondiale dei primi tre dischi della band, che portò nel 2007 all'uscita di Beyond per la Fat Possum Records. Il disco viene salutato con favore da gran parte della critica.
Molto significative sono le parole di Lou riguardo al riavvicinamento tra lui e J: «dopo lo spettacolo londinese (dove cantò una canzone sul palco con Mascis) ho incontrato la moglie di J, ho parlato con J per un po', e sempre di più mi è sembrato di accettare che avrebbe sempre fatto parte della mia vita, in un modo o nell'altro, che fosse attraverso la mia famiglia, i miei amici o altro [...] »
Seguirono negli anni altri album sempre sotto la leadership di J Mascis come autore principale e con Barlow autore di un paio di brani ad album: Farm (2009), I Bet On Sky (2012), Give A Glimpse Of What Yer Not (2016). 
Nel 2020, con la diffusione della nota pandemia COVID-19, J Mascis è uno dei primi artisti a dedicare una canzone all'Italia e alle sue iniziali sofferenze. "In solidarity to Bella Italia and all the docs, nurses and healthcare workers. Singing & Playing music at 6 pm. This is an old chant for world peace and happiness.....Om Lokah Samastah Sukhino Bhavantu...".
Sweep It Into Space, esce nel 2021 in piena emergenza sanitaria. L'album viene registrato in studio solo per unire le tracce dei singoli strumenti. Ogni artista della band ha prodotto la propria parte spettante con proprie modalità e poi assemblate in sessioni di studio. Si può parlare di produzione impattata dal problema sanitario che ha concesso poco o nulla dal punto di vista live. La traccia Garden realizzata da Lou Barlow è girata nei vari social perché provata a casa davanti alla lavatrice di casa Barlow.

## Formazione

### Formazione
- J Mascis – chitarra, voce (1984-1997, 2005-presente)
- Lou Barlow – basso, voce (1984-1989, 2005-presente)
- Murph – batteria (1984-1994, 2005-presente)

### Ex componenti
- Mike Johnson – basso (1991-1997)
- George Berz – batteria (1994-1997)

## Discografia

### Album in studio
- 1985 – Dinosaur
- 1987 – You're Living All Over Me
- 1988 – Bug
- 1991 – Green Mind
- 1993 – Where You Been
- 1994 – Without a Sound
- 1997 – Hand It Over
- 2007 – Beyond
- 2009 – Farm
- 2012 – I Bet on Sky
- 2016 – Give a Glimpse of What Yer Not
- 2021 – Sweep It Into Space

### EP
- 1987 – Little Fury Things
- 1989 – Just like Heaven
- 1991 – The Wagon
- 1991 – Whatever's Cool with Me
- 1992 – Get Me
- 1993 – Start Choppin
- 1994 – Feel the Pain
- 1997 – Take a Run at the Sun
- 2007 – I Got Lost/Lightning Bulb

### Raccolte
- 1991 – Fossils
- 1991 – Whatever's Cool with Me
- 1993 - Quest
- 2001 – Ear-Bleeding Country: The Best of Dinosaur Jr.
- 2006 - Zombie Worm

### Live
- 1999 – BBC: In Session
- 2012 – Chocomel Daze
- 2012 – Bug - Live at The 9:30 Club, Washington, DC, June 2011
- 2012 – Daytrotter Studio 6/9/2009
- 2020 – Swedish Fist (Live in Stockholm)
- 2021 – Emptiness at The Sinclair[18][19]
- 2022 – Seventytwohundredseconds

### Box set
- 2003 – Puke + Cry – The Sire Years 1990-1997
- 2011 – Cassette Trilogy
- 2014 – Visitors

### Singoli
- 1985 – Repulsion/Bulbs of Passion
- 1988 – Freak Scene
- 1989 – Just like Heaven
- 1990 – The Wagon
- 1991 – Whatever's Cool with Me
- 1992 – Get Me
- 1993 – Start Choppin
- 1994 – Feel the Pain
- 1995 – I Don't Think So
- 1997 – I'm Insane
- 2007 – Been There All Time/Back to Your Heart
- 2007 – Crumble/Yer Son
- 2009 – Over It/Tarpit
- 2009 – I Don't Wanna Go There/Tarpit
- 2009 – Pieces/Houses
- 2012 – Watch the Corners/Now the Fall
- 2012 – Now The Fall/Ricochet
- 2013 – Pierce the Morning Rain
- 2013 – The Only Other Way/The Lung
- 2016 – Tiny
- 2016 – Two Things/Center of the Universe
- 2016 – Goin Down
- 2016 – Solo Extractions
- 2017 – Knocked Around
- 2018 – Hold Unknown
- 2018 – Goin Down/Tiny
- 2021 – I Ran Away